# Chapin (Carolina del Sud)
Chapin és una població dels Estats Units a l'estat de Carolina del Sud. Segons el cens del 2000 tenia 628 habitants.

## Demografia
Segons el cens del 2000, Chapin tenia 628 habitants, 249 habitatges i 192 famílies. La densitat de població era de 134,7 habitants/km².
Dels 249 habitatges en un 35,7% hi vivien nens de menys de 18 anys, en un 60,6% hi vivien parelles casades, en un 12,4% dones solteres, i en un 22,5% no eren unitats familiars. En el 19,7% dels habitatges hi vivien persones soles el 9,2% de les quals corresponia a persones de 65 anys o més que vivien soles. El nombre mitjà de persones vivint en cada habitatge era de 2,52 i el nombre mitjà de persones que vivien en cada família era de 2,89.
Per edats la població es repartia de la següent manera: un 25,8% tenia menys de 18 anys, un 5,7% entre 18 i 24, un 33,9% entre 25 i 44, un 20,2% de 45 a 60 i un 14,3% 65 anys o més.
L'edat mediana era de 36 anys. Per cada 100 dones de 18 o més anys hi havia 88,7 homes.
La renda mediana per habitatge era de 48.750 $ i la renda mediana per família de 58.281 $. Els homes tenien una renda mediana de 40.455 $ mentre que les dones 28.125 $. La renda per capita de la població era de 24.124 $. Entorn del 2,6% de les famílies i el 4,2% de la població estaven per davall del llindar de pobresa.

## Poblacions més properes
El següent diagrama mostra les poblacions més properes.